# Thomas Sergryphius

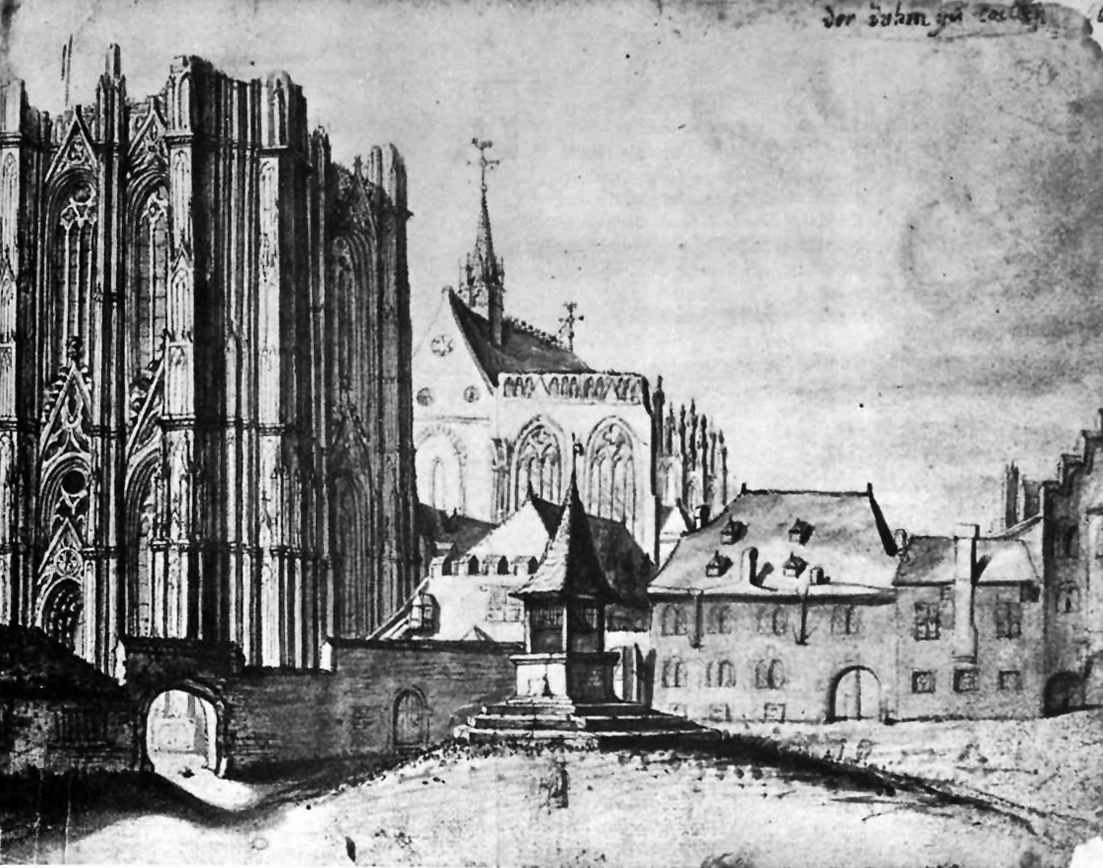
Kölner Dom und Aula theologica um 1665

 Thomas Sergryphius (* vor 1600 in Florenz; † 4. Oktober 1630 in Köln) war Theologe und Magister. Er lehrte an der alten Universität zu Köln.

## Werdegang
Ein exaktes Geburtsjahr oder Näheres zur Jugendzeit des aus der Toskana stammenden Thomas Sergryphius ist nicht bekannt. Er studierte unter anderem 1612/14 an der Universität Salamanca, einem damaligen Zentrum der scholastischen Studien, und erhielt in Paris den Bakkalaureus der Theologie.

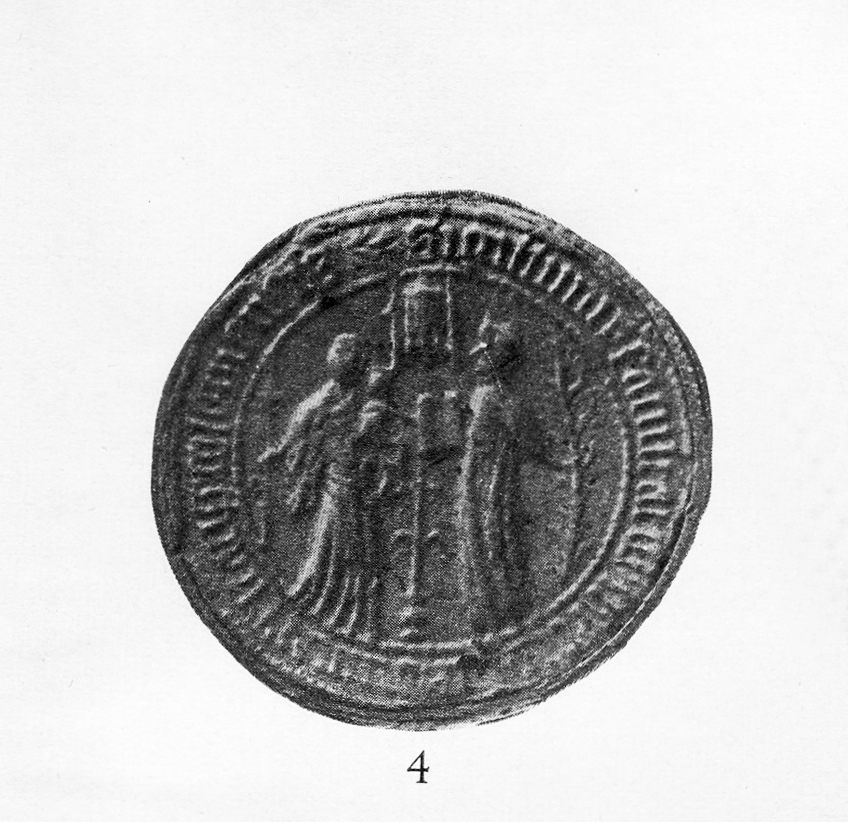
Siegel der Theologischen Fakultät von 1393

### Fakultät und Lehre in Köln
Sergryphius wechselte nach Köln, wo er wahrscheinlich in den dortigen Orden der Dominikaner (Predigerorden, oder auch „conv. S. Crucis Coloniae“) in der Stolkgasse eintrat. Er immatrikulierte sich dann an der Universität zu Köln, deren damalige Fakultätseinrichtungen auf mehrere Gebäude verteilt waren, die jedoch fast alle im gleichen Stadtviertel in Klosternähe lagen.
Zur Zeit des Sergryphius war die „Aula theologica“ in einem 1523 entstandenen Neubau neben dem Südturm des Domes am Domkloster eingerichtet worden. Nach der Zeichnung von Justus Finkenbaum war es ein zweigeschossiges zinnenbekröntes Gebäude (hinter der Mauer der Domimmunität), welches wiederum in den Jahren 1748/50 einem Neubau weichen musste und dann in der Franzosenzeit seine Funktion als Lehranstalt verlor.
Nachdem er dort im ersten Halbjahr 1619 die notwendigen „Responsiones pro licentia“ abgelegt hatte, durfte er den Grad licentiatus führen. Sergryphius wurde nun Regens der Generalstudien des Dominikanerordens und als „Lector primarius conv. Colon.“ (oberster Dozent des Kölner Klosters) bezeichnet. Im Oktober des Jahres 1621 wurde er zum Dr. theol. promoviert.

### Schlichter und Gesandter
Sergryphius „Lectura“ und sein Lizentiat waren von dem Generalkapitel im Jahr 1622 ausdrücklich anerkannt worden. 1627 wurde er als Magister noster und Dr. theol. angeführt und fungierte beispielsweise als Vertreter der theologischen Fakultät bei der Wahl des Rektors. Bei Differenzen wegen konträrer Thesen in den Kollegien führte Sergryphius bei den dann angesetzten „Disputationen“ den Vorsitz und konnte in der Regel eine Schlichtung erreichen. Welcher Wertschätzung er sich in seinem Universitätskollegium erfreute, zeigte ein Vorfall des Jahres 1629. Über den Universitätsrektor war wegen einer angeblichen Pflichtverletzung durch den in Lüttich weilenden Apostolischen Nuntius, Pier Luigi Carafa, der Kirchenbann verhängt worden, eine Maßnahme, die an der Universität auf Unverständnis stieß. Um den Nuntius richtig zu informieren und um so zu versuchen die Sache beizulegen, wurde Sergryphius auf einstimmigen Beschluss der Artistenfakultät nach Lüttich entsandt und konnte dort, mit zusätzlichen Schreiben der Universität ausgestattet, den Fall bereinigen.

### Legat des Stadtrates
Bereits ein Jahr zuvor hatte der Rat der Stadt das diplomatische Geschick des Gelehrten für seine Interessen eingesetzt. Sergryphius, den der Senat in einem Schreiben als Professor in hac nostra Universitate primarius bezeichnete, genoss das volle Vertrauen der Stadt. Er wurde 1628 als Vertreter (legatus noster) der Stadt in wichtigen Angelegenheiten nach Rom entsandt, um dort den Staatssekretär und Kardinal Francesco Barberini, dem Kardinalnepoten Papst Utbans (mit bürgerlichem Namen Maffeo Barberini aus Florenz) die Wünsche der Stadt vorzutragen. In seinem Gesprächspartner traf er auf einen ebenfalls aus seiner Geburtsstadt Florenz stammenden Mann und war, nach einem späteren Dankschreiben Kölns an den Papst zu urteilen, mit seiner Mission offenbar erfolgreich gewesen.

## Tod des Gelehrten
Das Nekrologium des Dominikanerklosters hob die Verdienste des Verstorbenen hervor und berichtete über eine 1631/32 in Köln wütende ansteckende Krankheit (pestis contagiosa), der auch Pater Thomas Sergryphius zum Opfer fiel.